# Trichonephila edulis
Trichonephila edulis is een spinnensoort uit de familie van de wielwebspinnen (Araneidae).
De wetenschappelijke naam van de soort werd in 1799 als Aranea edulis gepubliceerd door Jacques Julien Houtou de Labillardière.